# Лукашівка (Гайсинський район)
Лукаші́вка — село в Україні, у Ладижинській міській громаді Гайсинського району Вінницької області. Населення становить 876 осіб.

## Уродженці
- Макаров Руслан Анатолійович (1993—2022) — солдат Збройних Сил України, учасник російсько-української війни, що загинув у ході російського вторгнення в Україну в 2022 році.